# 田能村祐麒
田能村祐麒（たのむら ゆうき、1923年 ‐ ）は、性教育研究者。大分県生まれ。官立東京体育専門学校（後の東京教育大学体育学部）卒。高校、中学教師、新宿区教育委員会指導室長。新宿区立西戸山中学校校長。文部省生徒指導資料「生徒指導における性に関する指導」を執筆した。全国性教育研究団体連絡協議会、田能村教育問題研究所所長。
 

## 著書
- 『知らぬは親ばかり』 二見書房サラ・ブックス、1975
- 『いま性教育の現場では』 二見書房サラ・ブックス、1976
- 『学校における性教育の計画と展開』 性教育研究 明治図書出版、1976
- 『中学生の性の実態とその指導』 性教育研究 明治図書出版、1976
- 『性に関する個別指導』 性教育研究 明治図書出版、1977
- 『エッ?性の本!! 知りたいことが何でもわかる』 広済堂出版、豆たぬきの本、1980
- 『お母さん、これが性教育ですヨ! :親から子へのヒューマンセクシュアリティー』 あいわ出版、1985、シリーズ・十代の性を考える
- 『女の子の性の本』 実業之日本社、1985
- 『性教育の考え方進め方』 学校図書、1987
- 『性教育 母親のための相談室』 国土社、1989
- 『エイズの基礎知識とその指導』 学校図書、学図ライトブック 性教育シリーズ、1994
- 『学校における性教育 その共通理解のために』 学校図書、学図ライトブック 性教育シリーズ、1994
- 『性教育の「対人関係」の取り扱い』 学校図書、学図ライトブック 性教育シリーズ、1998

### 共編著
- 『小学校性の指導ファックス資料 新学習指導要領準拠』矢野英明共編・著、小学館、学級経営資料 教育技術mook、1993
- 『こまったときの性指導 はじめての「性教育」もこれで安心! 実践事例集』角屋重樹共編著、小学館、1995、学級経営資料 教育技術mook
- 『性の問題行動』黒川義和,内山絢子共編著、開隆堂出版、2003、子どもをとりまく問題と教育

## 参考
- 『性教育』著者紹介